# La Guadalupe (Guainía)
La Guadalupe ist ein nicht-kommunalisiertes Gebiet im äußersten Südosten des Departements Guainía in Kolumbien. Es hat 225 Einwohner. Es liegt auf 96 m über dem Meeresspiegel.